# Коба Дмитро Артемович
Коба Дмитро Артемович — депутат Верховної Ради УРСР VI скликання.
Народився 01.11.1919 року в селі Язвинки, Немирівського району на Вінниччині. Після закінчення неповної середньої школи у 1934 р., поступив у сільсько-господарський технікум який закінчив у 1938 р. Після закінчення технікуму працював участковим агрономом до 1941 року. Не будучи призваним до армії і не маючи змоги евакуюватися, залишився на окуповаваній території. В час окупації проживав в с. Язвинки, працював агрономом громадського господарства.
Після звільнення Немирівського району від німецьких окупантів, в березні 1944 року був призваний до лав Радянської армії та брав участь у Німецько-радянській війні на 1-му Українському фронті в складі 60 армії, 302 стрілецької дивізії, 827 стрілецького полку. Мав звання старшини.
Зі своїми побратимами пройшов Україну, Польщу, Угорщину та зустрів Перемогу в Празі (Чехія). Після закінчення Німецько-радянської війни з червня 1945 року проходив військову службу в 69 стрілецькій дивізії 303 стрілецького полку. Нагороджений за виконання бойових завдань у період Великої Вітчизняної війни орденами Слави II і III ступенів, медалями «За відвагу», «За бойові заслуги», та ін.
Демобілізований з лав армії в червні 1946 року.
1946-1947 рр. — буряковод Немирівського райвідділу технічних культур;
1947 р. — згідно з рішенням ЦК Компартії України Вінницьким облсільхозуправлінням направлено в Рівненську (Ровенську)область;
1947-1952 рр. — працює в с. Межирічі Рівненської області головним агрономом;
1952-1955 рр. — головний агроном апарату Рівненського обласного сільхозуправління;
1955 р. — на призов партії зголошується працювати в колгоспі с. Смордва Млинівського району, як «тридцятитисячник».
1955-1973 рр. — голова колгоспу «Світанок», член райкому партії.
1963 р. — обраний депутатом Верховної Ради УРСР VI скликання.
1973 р. — голова Смордівської сільської ради.
Нагороджений орденом Трудового Червоного Прапора.
Помер Коба Дмитро Артемович 31.08.2001 року.